# Okręg tauroski
Okręg tauroski (lit. Tauragės apskritis) – jeden z dziesięciu okręgów Litwy, ze stolicą w Taurogach, położony w zachodniej części kraju. Zajmuje powierzchnię 4411 km² i liczy 109 790 mieszkańców, gęstość zaludnienia wynosi 24,9 osób/km².
1 lipca 2010 roku zostały zniesione administracje okręgów na Litwie. Ich funkcje zostały przeniesione do samorządów i ministerstw, okręgi pozostały tylko jako jednostki terytorialne.

## Podział administracyjny
Okręg dzieli się na 4 rejony:
- Rejon jurborski (stol. Jurbork)
- Rejon pojeski (stol. Pojegi)
- Rejon szyłelski (stol. Szyłele)
- Rejon tauroski (stol. Taurogi)

W okręgu znajduje się 7 miast i 1255 wsi.

## Miasta
W okręgu jest 7 miast, spośród których największe to:
1. Taurogi (Tauragė)
2. Jurbork (Jurbarkas)
3. Szyłele (Šilalė)
4. Pojegi (Pagėgiai)
5. Skaudwile (Skaudvilė)